# تپه و گورستان ده کونه
تپه و گورستان ده کونه مربوط به سده‌های اولیه دوران‌های تاریخی پس از اسلام است و در شهرستان خرم‌آباد، بخش پاپی، دهستان کشور، ۱/۴ کیلومتری شرق روستای مینو پایین واقع شده و این اثر در تاریخ ۲۸ اسفند ۱۳۸۵ با شمارهٔ ثبت ۱۸۶۳۶ به‌عنوان یکی از آثار ملی ایران به ثبت رسیده است.